# Tocqueville-les-Murs

Tocqueville-les-Murs este o comună în departamentul Seine-Maritime, Franța. În 1 ianuarie 2022 avea o populație de 274 de locuitori.